# Pebble Creek
Pebble Creek és una concentració de població designada pel cens dels Estats Units a l'estat de Florida. Segons el cens del 2000 tenia 4.824 habitants.

## Demografia
Segons el cens del 2000, Pebble Creek tenia 4.824 habitants, 1.764 habitatges, i 1.370 famílies. La densitat de població era de 625 habitants/km².
Dels 1.764 habitatges en un 43,1% hi vivien nens de menys de 18 anys, en un 67,3% hi vivien parelles casades, en un 8,2% dones solteres, i en un 22,3% no eren unitats familiars. En el 17,4% dels habitatges hi vivien persones soles el 4,4% de les quals corresponia a persones de 65 anys o més que vivien soles. El nombre mitjà de persones vivint en cada habitatge era de 2,73 i el nombre mitjà de persones que vivien en cada família era de 3,1.
Per edats la població es repartia de la següent manera: un 29,2% tenia menys de 18 anys, un 5,9% entre 18 i 24, un 34,5% entre 25 i 44, un 22,8% de 45 a 60 i un 7,5% 65 anys o més.
L'edat mediana era de 36 anys. Per cada 100 dones de 18 o més anys hi havia 90 homes.
La renda mediana per habitatge era de 68.388 $ i la renda mediana per família de 73.909 $. Els homes tenien una renda mediana de 50.694 $ mentre que les dones 39.868 $. La renda per capita de la població era de 28.319 $. Entorn de l'1,3% de les famílies i l'1,7% de la població estaven per davall del llindar de pobresa.

## Poblacions més properes
El següent diagrama mostra les poblacions més properes.